# Zonaria (mollusque)
Pour les articles homonymes, voir Zonaria.
Genre
Synonymes
- Homeostrichus J. Agardh, 1894[2]
- Homoeostrichus J.Agardh, 1894[2]
- Phycopteris Kützing, 1843[2]

Zonaria est un genre de mollusques gastéropodes de la famille des Cypraeidae (les « porcelaines »). 

## Liste d'espèces
Selon World Register of Marine Species (11 décembre 2018) :
- Zonaria adnata Schousboe
- Zonaria ambigua Figari & DeNotaris
- Zonaria angustata (Kützing) Papenfuss, 1952
- Zonaria atomaria (Woodward) C.Agardh
- Zonaria aureolata Biasoletto
- Zonaria aureomarginata J.A.Phillips & W.A.Nelson, 1998
- Zonaria canaliculata J.Agardh, 1873
- Zonaria ciliata C.Agardh
- Zonaria commersonii (Bory) Kützing
- Zonaria coriacea Yamada, 1925
- Zonaria crenata J.Agardh, 1873
- Zonaria crustacea P.L.Crouan & H.M.Crouan, 1878
- Zonaria dentata (J.V.Lamouroux) C.Agardh
- Zonaria diesingiana J.Agardh, 1841
- Zonaria farlowii Setchell & N.L.Gardner, 1924
- Zonaria fastigiata (Clemente) C.Agardh
- Zonaria flabellaris (Brongniart) C.Agardh
- Zonaria flabellata (Okamura) Papenfuss, 1944
- Zonaria fuliginosa Martius
- Zonaria inarticulata (J.V.Lamouroux) Papenfuss
- Zonaria intricata C.Agardh
- Zonaria isselii Piccone & Grunow, 1884
- Zonaria laciniata (J.V.Lamouroux) C.Agardh
- Zonaria ligulata (Woodward) C.Agardh
- Zonaria melanoidea Schousboe
- Zonaria membranacea Zanardini, 1878
- Zonaria naccariana C.Agardh
- Zonaria nervosa Suhr
- Zonaria obscura Dickie, 1875
- Zonaria patens Hering
- Zonaria penicillata (J.V.Lamouroux) C.Agardh
- Zonaria polypodioides (J.V.Lamouroux) C.Agardh
- Zonaria rugosa Suhr, 1840
- Zonaria sinuosa (Roth) C.Agardh
- Zonaria spiralis (J.Agardh) Papenfuss, 1944
- Zonaria squamaria (S.G.Gmelin) C.Agardh
- Zonaria squamaria Kützing
- Zonaria subarticulata (J.V.Lamouroux) Papenfuss, 1944
- Zonaria tenuior (Lyngbye) C.Agardh
- Zonaria tenuior Sonder
- Zonaria tenuis (Agardh) Trevisan
- Zonaria tenuis beta commersonii (Bory) Kützing
- Zonaria tournefortii (J.V.Lamouroux) Montagne, 1846
- Zonaria turneriana J.Agardh, 1870
- Zonaria urvillei Trevisan
- Zonaria zonalis (Lamouroux) Howe
- Zonaria zonata C.Agardh